# بيك كامبل
بيك كامبل (بالإنجليزية: Bick Campbell)‏ هو لاعب كرة قاعدة أمريكي، ولد في 1 مايو 1898 في ممفيس في الولايات المتحدة، وتوفي في 1967 في فايتيفيل في الولايات المتحدة.